# Ghosts 'n Goblins
Ghosts 'n Goblins (魔界村?, Makaimura, "il villaggio del mondo demoniaco") è un videogioco arcade a piattaforme del 1985, dove si controlla un cavaliere medievale in armatura, ma appiedato, che attraversa diversi ambienti spettrali popolati di mostri. 
Venne pubblicato dalla Capcom per sala giochi, ma in seguito fu portato da altre compagnie come Elite Systems a molte piattaforme domestiche.
È ricordato come un grande classico, fu uno dei titoli che portò alla fama la Capcom, e diede inizio a una longeva serie.

## Trama
Il cavaliere Sir Arthur deve salvare la sua bella, rapita all'inizio del gioco da un demonio che agisce per conto di Astaroth (nome tratto dal demone medievale Astaroth), un enorme umanoide mostruoso con una seconda faccia sul ventre. Dopo aver attraversato diverse ambientazioni lugubri popolate da mostri, Arthur affronta Astaroth nello scontro finale (ma il mostro riapparirà come boss anche nei successivi tre videogiochi della saga).

## Modalità di gioco
Il gioco è principalmente a scorrimento orizzontale, ma spesso si procede anche verso l'alto. Il cavaliere, appiedato per tutto il gioco, può camminare, saltare, accovacciarsi, salire scale a pioli, oltre che usare armi a distanza. È protetto da un'armatura a piastre; quando viene colpito la prima volta perde l'armatura e rimane in mutande, quando viene colpito la seconda volta perde una vita e si trasforma in un mucchietto di ossa. In alcuni casi si può anche perdere una vita all'istante, ad esempio quando si precipita nell'acqua oppure quando si esaurisce il tempo.
Ci sono svariati tipi di nemici provenienti dal mondo fantasy, il gioco inizia in un cimitero popolato di zombi, ma poi si incontrano piante carnivore, fantasmi, pipistrelli, orchi e molte altre orride creature: particolarmente ostici sono i mostriciattoli rossi, esseri volanti dalle traiettorie imprevedibili presenti in quasi tutti i livelli. Alcuni nemici trasportano giare: se vengono eliminati il cavaliere potrà impadronirsi di ciò che è contenuto nei recipienti; può trattarsi di un bonus punti, di un'arma, o anche di una nuova armatura se si è rimasti senza.
Tutte le armi vengono "sparate" in orizzontale, con munizioni illimitate. Il giocatore potrà ottenere una nuova arma dalle giare, sostituendo quella precedente, ma sempre nello stesso ordine.
1. Lancia da cavaliere: questa è sempre l'arma iniziale.
2. Torcia: presente in tutti i livelli, sprigiona una breve fiammata anche nel punto in cui cade, ma ha una traiettoria curva.
3. Pugnale: presente in tutti i livelli, più veloce della lancia.
4. Ascia: presente a partire dal secondo livello, può trapassare più nemici, ma ha una traiettoria curva come la torcia.
5. Scudo (sostituito dal crocifisso in alcune versioni): presente a partire dal terzo livello, ha una traiettoria breve, ma può anche distruggere i proiettili nemici; i boss degli ultimi due livelli possono essere sconfitti solo con quest'arma.

Il gioco originale è diviso in 7 livelli, ma possono variare nelle conversioni. 
1. Cimitero e foresta - Boss: ciclope unicorno
2. Palazzo di ghiaccio e borgo infestato - Boss: coppia di ciclopi unicorni
3. Caverna - Boss: drago orientale
4. Piattaforme fluttuanti e ponte sospeso sul fuoco - Boss: drago orientale
5. Castello (parte bassa) - Boss: demonio
6. Castello (parte alta) - Boss: coppia di demoni
7. Sala del trono - Boss: Astaroth

Ogni volta che si termina un livello o si perde una vita, viene mostrata brevemente una schermata con una "mappa" di tutti i livelli e un indicatore del punto raggiunto dal giocatore. I primi 4 livelli presentano un checkpoint intermedio. Nel settimo livello non ci sono nemici comuni, ma solo lo scontro col boss finale Astaroth.
Una volta superato Astaroth, bisogna ripercorrere tutti i livelli, caratterizzati da una difficoltà maggiore. La fidanzata di Arthur potrà infatti essere liberata solo dopo la seconda sconfitta del boss finale.

## Conversioni
Ghosts 'n Goblins venne convertito per più di 10 differenti piattaforme tra console e home computer, con la Capcom che vendette i diritti a varie aziende terze per la realizzazione delle conversioni.
La versione per Commodore 64, pubblicata nel 1986 dalla Elite Systems, è fedele nei limiti della macchina, sebbene presenti solamente 4 livelli dei 7 presenti nel gioco originale; il motivo musicale principale venne composto dal britannico Mark Cooksey (che all'epoca aveva solo 19 anni) e trattasi di un mash-up tra il preludio op. 28 n. 20 di Fryderyk Chopin e il brano Dangerous Dreams di Klaus Wunderlich.
La Elite Systems ne realizzò una conversione anche per il Commodore 16, più limitata dal punto di vista grafico e sonoro (non ha musica di sottofondo e l'audio è limitato agli effetti sonori dei colpi lanciati).
Nel 2006 la Capcom ha prodotto per la PlayStation Portable un remake aggiornato in 3D del gioco, dal titolo Ultimate Ghosts 'n Goblins.
L'originale è incluso nella raccolta Capcom Classics Collection per varie piattaforme degli anni 2000.
Nel 2015 per il trentennale dell'uscita dell'arcade originale sono stati proposti vari remake, tra cui Ghosts'n Goblins Arcade, una versione per Commodore 64 completa di tutti i sette livelli con una colonna sonora originale per ognuno di essi (tra cui quella originale arcade nel livello 2), e Ghosts 'n Demons, un remix in stile anni '80 di tutta la saga di Arthur, per Windows e Dreamcast.

## Accoglienza
Il successo dell'arcade di Ghosts 'n Goblins fu clamoroso, mentre le numerose conversioni domestiche ebbero successi altalenanti.
La versione per Commodore 64 venne accolta positivamente sia da parte della redazione inglese sia da quella italiana della rivista specializzata Zzap!, le quali assegnarono rispettivamente una valutazione di 97% e di 94%, e ancora del 97% in occasione della riedizione economica di 3 anni dopo.

## Serie
I seguiti ufficiali del gioco:
- Ghouls 'n Ghosts (1988) Coin-op
- Super Ghouls 'n Ghosts (1991) Super Nintendo
- Ultimate Ghosts 'n Goblins (2006) PlayStation Portable
- Ghosts 'n Goblins: Gold Knights (2009) mobile, iOS
- Ghosts 'n Goblins: Gold Knights II (2010) mobile, iOS
- Ghosts 'n Goblins Online (2013-2015) PC, sviluppato da Seed 9[10]
- Ghosts 'n Goblins Resurrection (2021) Nintendo Switch, Xbox One, PlayStation 4, Microsoft Windows

Altre apparizioni:
- Cannon Spike (2000) Dreamcast, una versione futura di Arthur è giocabile
- Namco × Capcom (2005) PlayStation 2, genere RPG, Arthur è giocabile
- Marvel vs. Capcom 3: Fate of Two Worlds (2011) crossover, Arthur e Firebrand sono lottatori giocabili, arena Demon Village.
- Marvel vs. Capcom: Infinite (2017) crossover, Arthur e Firebrand sono lottatori giocabili, arena Demon Village è agglomerato nel Dark Kingdom.

Antologie:
- Capcom Generations 2: Chronicles of Arthur (1998)
- Capcom Arcade Stadium (2021)

Tra le altre opere dello stesso autore Tokuro Fujiwara e Capcom:
La trilogia di Firebrand (Red Arremer)
- Gargoyle's Quest (1990)
- Gargoyle's Quest II (1992)
- Demon's Crest (1994)

Anche il gioco Maximo e il suo sequel fanno parte dello stesso universo della serie.